# Tres linguae sacrae
Das christliche Konzept der tres linguae sacrae ‚drei heilige Sprachen‘, tres linguae sapientales ‚drei Sprachen der Weisheit‘ oder auch tres linguae praecipuae ‚drei herausragenden Sprachen‘ bezeichnet die hebräische, die griechische und die lateinische Sprache und leitet sich von dem Titulus INRI am Kreuz Christi her, von dem das Evangelium des Johannes (Joh 19,20 ) berichtet, dass Pontius Pilatus ihn in drei Sprachen schreiben ließ.

## Gegenbegriffe
Gegenbegriffe zu lingua sacra sind lingua vernacula, lingua vulgaris, lingua barbara oder barbarica, lingua rustica. Gemeint ist die jeweilige Landes- oder Nationalsprache. Deren Verwendung als Literatursprache wurde durch das Konzept der drei heiligen Sprachen bis in die Renaissance hinein unterdrückt oder behindert.

## Examina
Auf das Konzept der drei heiligen Sprachen geht nach der Erneuerung hebraistischer Studien durch Johannes Reuchlin letztlich auch die Trias der examina Hebraicum, Graecum, Latinum sowie die Prüfung im Bibelgriechischen im Schul- und Hochschulwesen des deutschsprachigen Raums zurück.

## Einrichtungen
Eine der ersten Einrichtungen zum Studium der drei heiligen Sprachen war das 1517 auf Veranlassung des luxemburgischen Humanisten Jérôme de Busleyden (lateinisch: Hieronymus Buslidius) gegründete Collegium Trilingue in Löwen. Gegenwärtig ist das Theologisch-propädeutische Seminar Ambrosianum in Tübingen eine Einrichtung dieser Art.